# Коханці
Коханці (англ. A Loving Couple) — картина, яку створив італійський художник Альтобелло Мелоне (1491—1543).

## Сміливий Мелоне
Стилістика робіт Альтобелло Мелоне — поетична, але дещо еклектична. Його вчителем вважають — Джироламо Романіно. Але творча манера Альтобелло Мелоне мала впливи ломбардських майстрів на кшталт Бартоломео Суарді (відомішого як Брамантіно) і водночас тяжіє до зразків Якопо де Барбарі, представників венеційської школи — Чіма да Конельяно, Джованні Белліні та учнів його майстерні. Більше того, поетичні і незвичні за характером портрети пензля Альтобелло Мелоне близькі до творів талановитих Лоренцо Лотто і самого Джорджоне. Останнього навіть вважали автором деяких портретів пензля Мелоне.
Але в разі потреби Альтобелло Мелоне сміливо нехтував класичними законами рівноваги та гармонії заради вияву індивідуальних рис характеру портетованих. Особливо тоді, коли ці риси конфліктували з панівними ідеями гуманізму й розпізнавались як непохитна жорстокість, схильність до злочинів, підступність, жага до роскошів і насолод, цинізм. Емоційний діапазон осіб, портретованих Мелоне, надзвичайно широкий — від меланхолії і невпевненості в собі, невдоволенні жорстокостями доби Відродження до несамовитості в злочинах.

## Опис твору
За сюжетом картина є аналогом відомих композицій майстрів Північного Відродження, насамперед німецьких художників на кшталт Лукаса кранаха Старшого, що створив декілька картин дидактичного спрямування. Майстри Німеччини в подібних композиціях робили наголос на порушеннях моралі в суспільстві, на аспектах продажу сексуальних послуг і їхньому осуді. Згаданий Лукас Кранах Старший і його майстерня зробила цілу низку подібних композицій, де багата й розбещена старість купує увагу й пізні насолоди.

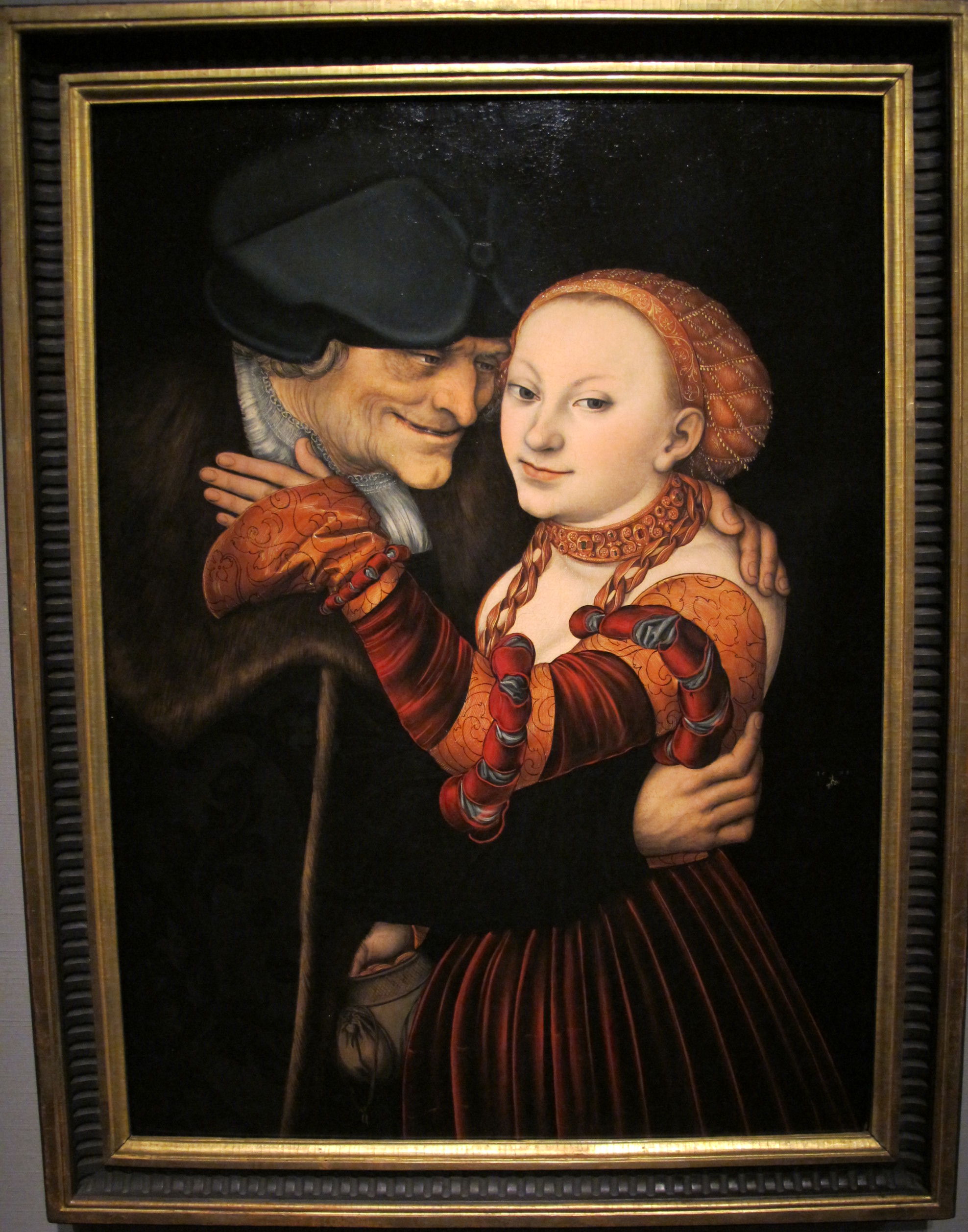
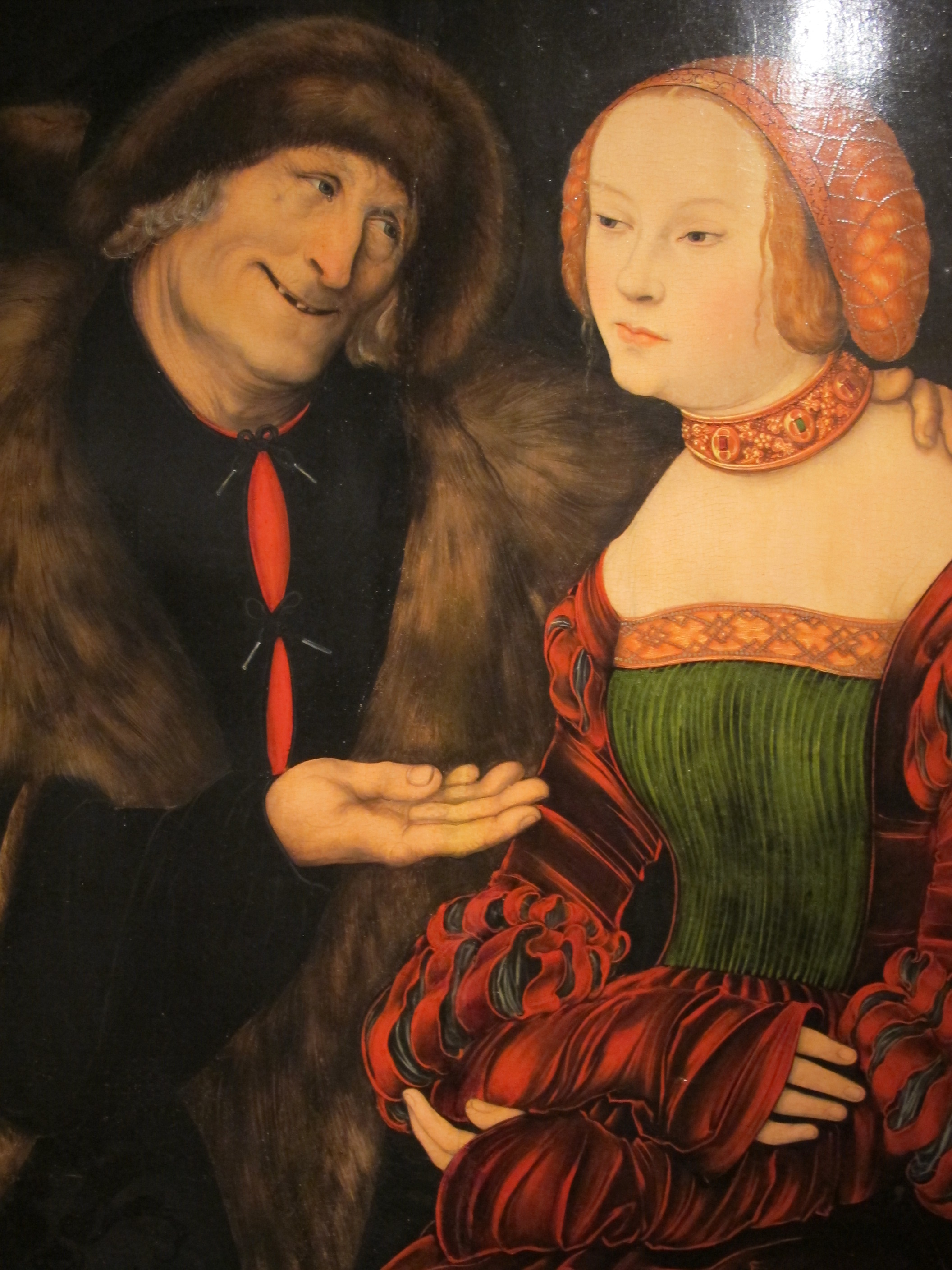
Залицяння старого до молодички, 1520 р.
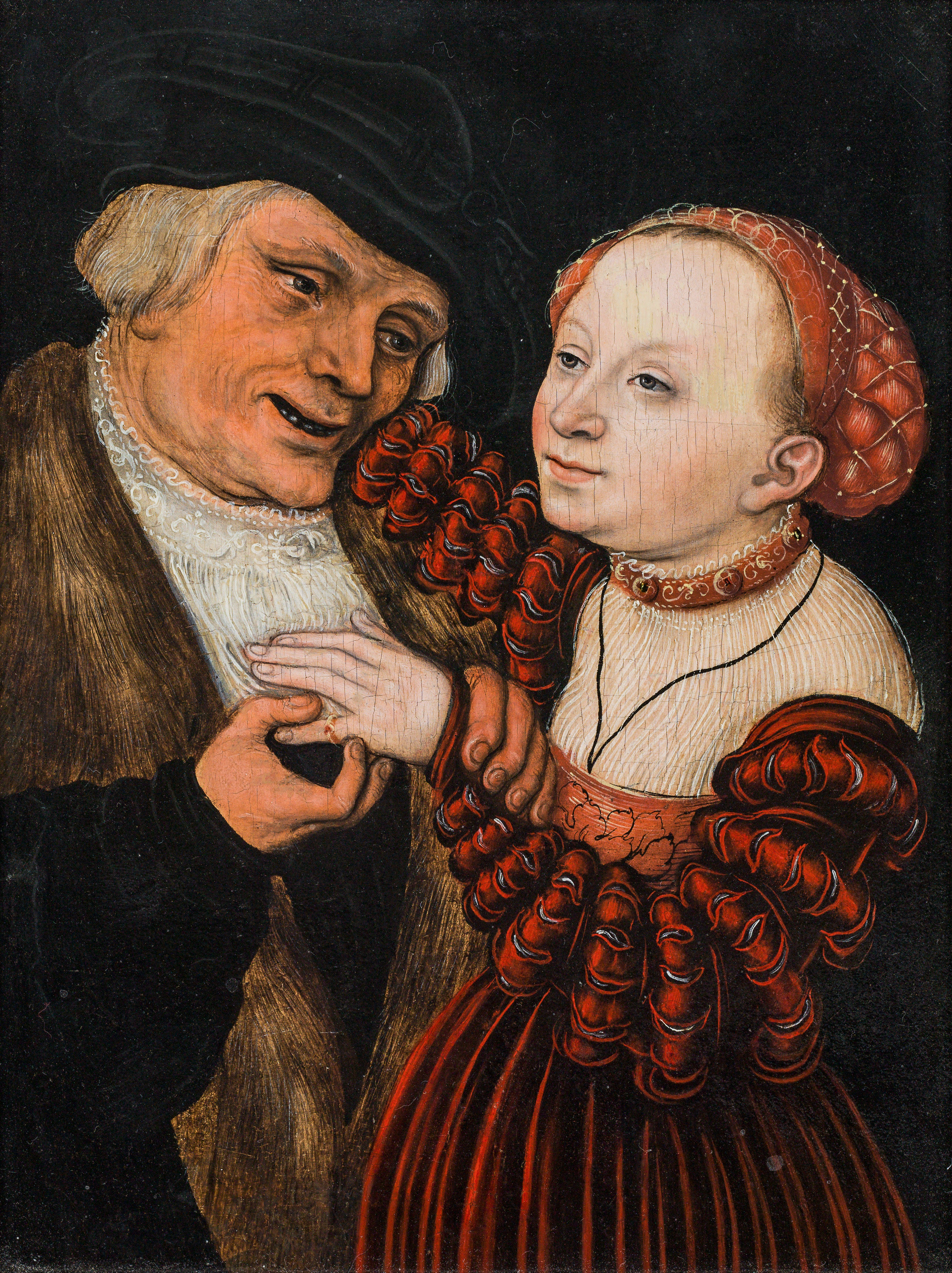

1512 року лихоліття війни зачепило і митця, коли вояки найманці француза Гастона де Фуа вдерлися в північну Італію. Вояки розбили загони венеційців і жорстоко пограбували місто Брешія. Рятуючи власні життя, художники Джироламо Романіно і Мелоне разом із мешканцями втекли у віддалені гірські села подалі від небезпеки. Коли трагічні події Італійських воєн трохи вщухали, всі ставали свідками значного падіння моралі, зубожіння і здичавіння людських стосунків. Адже головував принцип — війна все спише.
Альтобелло Мелоне майже повторює композиції Кранаха, де також діє молодик у модних шатах і в коштовному хутрі і його чергова повія. Але художня манера Мелоне реалістичніша, досконала, ніж декоративні й дещо анахронічні твори майстерні Кранаха. Картина Альтобелло Мелоне — наче промовиста сцена, побачена в реальності, адже художник зробив головним персонажем — продажного найманця-ландскнехта і його продажну подружку. На тимчасовість стосунків вказують гнітючий настрій ланскнехта і тривога повії, що пильнує за змінами настрою багатого, але тимчасового обранця. На тимчасовість фінансового успіху ландскнехта вказують подерті білі рукавички, які той демонструє на знак власної шляхетності. Смілива, майже саркастична картина італійського майстра стоїть на межі різних жанрів — це і подвійний портрет, і побутовий жанр, і фіксація негараздів кризового на той час суспільства.
Про популярність твору Альтобелло Мелоне свідчить ще один варіант тої ж композиції, яку зберігає Музей образотворчих мистецтв (Будапешт).